# Paraptychodes perfulva
Paraptychodes perfulva är en fjärilsart som beskrevs av Louis Beethoven Prout 1913. Paraptychodes perfulva ingår i släktet Paraptychodes och familjen mätare. Inga underarter finns listade i Catalogue of Life.